# Фридрик Гвюдмюндссон
Фридрик Йенс Гвюдмюндссон (исл. Friðrik Jens Guðmundsson; 9 ноября 1925, Рейкьявик — 16 апреля 2002, Рейкьявик) — исландский легкоатлет, выступавший в метании диска и толкании ядра. Участник летних Олимпийских игр 1952 года.

## Биография
Фридрик Гвюдмнюдссон родился 9 ноября 1925 года в исландском городе Рейкьявик.
Выступал в легкоатлетических соревнованиях за КР из Рейкьявика.
В 1952 году вошёл в состав сборной Исландии на летних Олимпийских играх в Хельсинки. В метании диска занял в квалификации 22-е место, показав результат 45,00 метра — на 1 метр меньше норматива, дававшего право выступить в финале. Также был заявлен в толкании ядра, но не вышел на старт. Был знаменосцем сборной Исландии на церемонии открытия Олимпиады.
Умер 16 апреля 2002 года в Рейкьявике.

## Личный рекорд
- Метание диска — 50,82 (1960)[1]